# Julius Eastman
Julius Eastman, né le 27 octobre 1940 à New York et mort le 28 mai 1990 à Buffalo, est un compositeur, pianiste, chanteur et danseur africain-américain du courant minimaliste. Il fait partie des premiers musiciens à associer des éléments de musique pop à la musique minimaliste. Les titres de ses œuvres ont souvent un aspect politiquement provocateur comme Evil Nigger ou Gay Guerrilla. Il meurt dans l'indigence et l'indifférence en 1990, un grand nombre de ses partitions disparues. Ce n'est qu'au cours des années 2010 que son travail est redécouvert.

## Biographie

### Jeunesse et études
Julius Dunbar Eastman Jr. nait le 27 octobre 1940 dans le quartier de Harlem, à New York, de parents d'origine caribéenne. Son père, Julius Dunbar Eastman Sr., est ingénieur civil, et sa mère, Frances Eastman (née Famous), étudie au City College of New York. Peu de temps après la naissance de leur premier enfant, ils déménagent et s'installent à Syracuse. Le 11 mai 1945, la famille s'agrandit à la naissance de Gerry Eastman. En 1947, après un rapide retour à Manhattan, ils s'établissent tous les quatre définitivement à Ithaca, considérée comme moins dangereuse que New York par Frances Eastman. Rapidement cependant, elle et Julius Eastman Sr. se séparent.
Entré en septembre 1959 à l'institut de musique Curtis où il étudie la composition, Julius Eastman en sort diplômé en mai 1963,.

### Carrière
Professeur depuis peu à l'université de Buffalo, Julius Eastman exprime dans le journal de celle-ci son désir de se consacrer exclusivement à la composition en septembre 1971. Au milieu des années 1970, il y interprète par ailleurs l'une des Song Books de John Cage. Faisant de celle-ci une « conférence-performance lubrique » durant laquelle il discute du colonialisme et de la sexualité, Julius Eastman s'attire à cette occasion les foudres du compositeur, présent dans le public, qui lui reproche notamment son « ego renfermé sur son homosexualité ». À la suite de ce scandale, Julius Eastman perd son poste à l'université de Buffalo.
En 1974, Julius Eastman est nommé aux Grammy Awards pour son interprétation de Eight Songs for a Mad King, de Peter Maxwell Davies.
Après avoir collaboré une première fois avec elle en 1981, en tant qu'interprète sur son album Dolmen Music, Julius Eastman accompagne Meredith Monk aux claviers sur Turtle Dreams (en) deux ans plus tard.

### Mort
Décédé le 28 mai 1990 à l'hôpital de Buffalo, ce n'est que huit mois plus tard qu'un avis de décès parait dans The Village Voice, mettant fin à l'ignorance dans laquelle étaient nombre de ses connaissances jusque-là.

## Reconnaissance posthume et hommages artistiques
C'est grâce au travail de la compositrice Mary Jane Leach (en), qui rassemble plusieurs compositions de Julius Eastman dans l'anthologie Unjust Malaise, que le public redécouvre son œuvre à partir de 2005, date de sortie de cette compilation.
Du 19 janvier au 10 février 2018, une exposition ainsi que des concerts ont lieu à New York dans le cadre de l'évènement Julius Eastman: That Which Is Fundamental. Après quoi, le président de la maison d'édition G. Schirmer annonce avoir conclu un contrat avec Gerry Eastman, jusque-là responsable de son héritage, en vue de « restaurer, reconstituer et publier tout ce qui est artistiquement viable de Julius [Eastman] ».
Fin 2022, Loraine James (en) sort l'album Building Something Beautiful for Me sur Phantom Limb après que le label lui a demandé de réinterpréter à sa façon l’œuvre de Julius Eastman. Paru en 2023, Gentle Confrontation, le cinquième album de Loraine James, s'inscrit lui aussi dans un dialogue avec la musique du compositeur étasunien.
En 2023, le duo de chorégraphes Gerard & Kelly joue son spectacle Gay Guerrilla, intitulé ainsi d'après le morceau éponyme de Julius Eastman, au Centre Pompidou. Participent notamment à leur performance la drag queen Soa de Muse et les danseurs étoiles Guillaume Diop et Germain Louvet.
En 2023, la nouvelle Le Drap d'Eastman, librement inspirée des dernières années du compositeur est publiée par l'écrivain Julien Landel et reçoit la même année le prix du roman gay très court. 

## Œuvre
Bien que Julius Eastman ait écrit de la musique dès 1963 et jusqu'en 1990, il est au début des années 2020 surtout connu pour les œuvres qu'il a composées entre 1973 et 1981. Au nombre de huit, celles-ci constituent pour Jean-Christophe Marti le « canon » eastmanien : Stay On It (1973), Femenine (1974), If You're So Smart, Why Aren't You Rich? (1977), Crazy Nigger, Evil Nigger, Gay Guerrilla (1978-1979), Prelude to the Holy Presence of Joan of Arc et The Holy Presence of Joan of Arc (1981). Ce canon correspond en fait à l'anthologie Unjust Malaise établie par Mary Jane Leach et augmentée de Femenine.

### Compositions
- 1968 - Piano Pieces I - IV pour piano
- 1970 - Thruway pour flute, clarinette, trombone, violon, violoncelle, soprano, trio jazz trio, chœur (soprano, alto, ténor et basse), instruments électroniques
- 1970 - The Moon's Silent Modulation pour danseurs, chanteurs et orchestre de chambre
- 1970 - Touch Him When pour piano à quatre mains
- 1970 - Trumpet pour sept trompettes
- 1971 - Macle pour chant et instruments électroniques
- 1971 - Comp 1 pour flûte
- 1972 - Mumbaphilia  pour danseurs
- 1972 - Wood in Time pour huit métronomes
- 1972 - Tripod
- 1973 - Colors pour bande et quatorze chanteuses
- 1973 - Stay on It
- 1973 - 440 pour chant, violon, alto et contrebasse
- 1974 - That Boy pour petit ensemble
- 1974 - Joy Boy pour quatre instruments aigus
- 1974 - Femenine pour orchestre de chambre
- 1974 - Masculine pour petit ensemble
- 1977 - If You're So Smart, Why Aren't You Rich? pour violon, cors, trompettes, trombones, tuba, piano, carillon et basses
- 1978 - Nigger Faggot pour cloche, percussions et cordes
- 1974 - Dirty Nigger pour flûtes, saxophones, bassons, violons et contrebasses
- 1979 - Evil Nigger pour n'importe quel type d'instruments similaires (couramment quatre pianos)
- 1980 - Gay Guerilla pour n'importe quel type d'instruments similaires (couramment quatre pianos)
- 1980 - Crazy Nigger pour n'importe quel type d'instruments similaires (couramment quatre pianos)
- 1981 -The Holy Presence of Joan d'Arc pour dix violoncelles
- 1981 - Untitled [Prelude to The Holy Presence of Joan d'Arc] pour chant solo
- 1983 - His Most Qualityless Majesty pour chant et piano
- 1984 - Hail Mary pour chant et piano
- 1983 - Buddha
- 1986 - Piano 2 pour piano
- 1989 - Our Father pour deux chanteurs

## Discographie
- 1981 - Stay On It[17]
- 1980 - The Nigger Series[18]

- 1980 - Crazy Nigger[19]
- 1979 - Evil Nigger - Gay Guerilla[20] chez Editions Blume[21]
- 1974 - Joy Boy[22]
- 2017 - Stay on It interprété par Abdu Ali et Horse Lords
- 1974 - Femenine[23] interprété par l'ensemble SEM
- 2014 - Unchained interprété par Lutosławski Piano Duo and Friends
- 2014 - Piano 2 interprété par Joseph Kubera sur Book of Horizons
- 1973? - Unjust Malaise[24] sorti en 2005

### Participation à des enregistrements édités
- 1972 - Barbara Kolb, et Richard Moryl. New York: Desto. (Julius Eastman, narrateur de la face A)
- 1981 - Meredith Monk.  Dolmen Music  (Julius Eastman, percussion et chant)
- 1982 - Dinosaur L. 24→24 Music (Julius Eastman claviers et chant)
- 1983 - Monk, Meredith. Turtle Dreams (Julius Eastman à l'orgue)
- 1987 - Peter Maxwell Davies. Miss Donnithorne's Maggot; Eight Songs for a Mad King, (Julius Eastman, bariton.)

### Discographie compositeur
- 2019 - Femenine[25] par Apartment House.
- 2019 - Femenine[26] par AUM grand ensemble et Ensemble 0 chez Sub Rosa
- 2019 - Three Extended Pieces fo Four Pianos[27] par Melaine Dalibert, Stéphane Ginsburgh, Nicolas Horvath, Wilhem Latchoumia chez Sub Rosa
- 2021 - Femenine[28] par Wild Up